# 過不足算
過不足算（かふそくざん）は、算数の文章題の一種。量を揃えていくという考え方は、より複雑な差集め算に応用させることができる。

## 概要
ある個数のものを何人かに分けたときの過不足の情報が2つ与えられる。そこから、人数と全体の個数を求める問題。似たような問題に差集め算がある。いずれも、
全体の差÷1つあたりの差=個数
という式が成り立つ。
古くは「盈（えい）不足算」ともいわれていた。

## 歴史
- 中国の数学書『九章算術』に同様な問題がある。
- 日本では、『塵劫記』に布盗人算（きぬぬすびとざん）として登場する。

## 例題（余る場合と不足する場合が存在する場合）
泥棒たちが盗んだ布を山分けする。布を8反ずつ分けると4反あまり、10反ずつ分けると8反足りない。泥棒は何人いるか、また布は何反盗んだか。

### 解法
- 過不足算の解法はいろいろなものが知られていて（ただ本質的な差はほとんどなく、どちらかといえば表現の問題だが）[要出典]、人によってかなり好みも分かれるようである[誰?]。
- 一つの解法として以下のものがあげられる。
  - 盗んだ布を8反多いことにしてみる。すると8反ずつ分ける方法では、12反あまり、10反ずつ分ける方法ではちょうど割り切れることになる。
  - これより、2反×人数=12反であることがわかる。
  - したがって、泥棒は6人、また、盗んだ布は8×6+4=10×6-8=52反だったことがわかる。

### 別解1
全体の差÷1人分の差＝人数
(8＋4)÷(10－8)＝6(人)
8×6＋4＝52 (反) 
または
10×6－8＝52 (反)
答えは6人、52反である。

### 別解2
泥棒の人数をx人とすると、x人に8反ずつ分けたが、4反余ったといえる。もう一方は(x-1)人に10反ずつ分けたが、1人だけ2反になってしまったといえる。よって布の数を表す式は、8x+4=10(x-1)+2・1になる。これを解くとx=6、すなわち泥棒は6人となる。布の数は8・6+4=52反となる。

## 例題（どちらとも余る場合）
泥棒たちが盗んだ布を山分けする。布を8反ずつ分けると12反あまり、10反ずつ分けると2反あまる。泥棒は何人いるか、また布は何反盗んだか。

### 解法
全体の差÷1人分の差＝人数
(12-2)÷(10－8)＝5(人)
8×5＋12＝52 (反) 
または
10×5+2＝52 (反)
答えは5人、52反となる。

### 別解
泥棒の人数をx人とすると、x人に8反ずつ分けたが、12反余ったといえる。もう一方はx人に10反ずつ分けたが、2反余ったといえる。よって布の数を表す式は、8x+12=10x+2になる。これを解くとx=5、すなわち泥棒は5人となる。布の数は8・5+12=52反となる。

## 例題（どちらとも不足する場合）
泥棒たちが盗んだ布を山分けする。布を8反ずつ分けるには2反不足し、10反ずつ分けるには12反不足する。泥棒は何人いるか、また布は何反盗んだか。

### 解法
全体の差÷1人分の差＝人数
(12－2)÷(10－8)＝5(人)
8×5-2＝38 (反) 
10×5-12＝38 (反)
答えは5人、38反となる。

### 別解
泥棒の人数をx人とすると、この文章は、「1人だけ6反しかもらえない」「(x-2)人には10反ずつ分けられるが、1人は8反、1人は1反も分けられない」と解釈できる。よって次の式が成り立つ。8(x-1)+6・1=10(x-2)+8・1+0・1の解は、x=5となる。故に8(5-1)+6・1=38反となる。